# Sparbank
Sparbank är i Sverige en associationsform för att bedriva bankverksamhet utan enskilt vinstintresse. I likhet med en stiftelse saknar en sparbank egentliga ägare, och verksamheten står istället under överinsyn av ett antal huvudmän som utser bankens styrelse. En sparbank drivs utan enskilt vinstintresse med syfte att främja sparsamhet. Sparbankerna kan hänföras till de idéburna organisationerna och den tredje sektorn. Eftersom det saknas ägare får vinstmedel endast delas ut i enlighet med de villkor som angivits av de ursprungliga stiftarna eller återinvesteras i den egna bankrörelsen. Villkoren är ofta att vinstmedel endast får delas ut till verksamheter som kommer bygden till fromma där sparbanken är verksam, vilket bland annat kan innebära stöd till lokalt föreningsliv, kulturliv, näringsfrämjande projekt, innovationsstöd, och liknande. Verksamheten för sparbanker regleras genom sparbankslagen.

## Historik

### Sverige
I det gamla bondesamhället var fattigdomen utbredd och maten ibland en bristvara. Utvecklingen stagnerade på grund av detta och det var en allmänt ohållbar situation. Regeringen uppmanade därför socknar, församlingar, härad och länsstyrelser att bilda sparbanker, banker som skulle uppmuntra sparande. Vinsten från verksamheten skulle gynna kunderna på ett eller annat sätt. Antingen sänktes utlåningsräntan eller höjdes inlåningsräntan eller så skänkte man pengar till olika allmännyttiga verksamheter i verksamhetsområdet.

#### Göteborgs sparbank
Den första sparbanken i Sverige, Göteborgs sparbank, bildades 1820 efter skotsk förlaga, Ruthwell Savings Bank, som grundats 1810.. Öppningsdagen den 28 oktober 1820 sattes 646 riksdaler banco in.:5 Den allra första insättaren var den 3-åriga flickan Carolina Bernhardina Hammardahl, som satte in 12 skilling banco och fick kontonummer 1. Hennes knappt ettårige bror Henrik Theodor Hammardahl satte också in 12 skilling och fick kontonummer 2. Deras far som var bokhållare kan ha fått pengar av någon av bankens stiftare, exempelvis Eduard Ludendorff, för att barnen skulle sätta in dessa i banken och uppmuntra till sparande.

#### Antalet sparbanker
Antalet sparbanker växte kraftigt under 1800-talet och 1901 när Svenska sparbanksföreningen bildades fanns det över tre hundra sparbanker, de närmaste decennierna ökade antalet till nära nog femhundra stycken (som mest 498 stycken, år 1928). För att ytterligare stärka samarbetet bildades 1942 Sparbankernas bank vilken skulle verka som en "centralbank" för sparbanksrörelsen. Många sparbanker var fortfarande väldigt små vilket gjorde det svårt att driva verksamheten effektivt, men en ny sparbankslag 1955 gav för första gången möjligheten att slå samman små banker till större och mer funktionella enheter. Fram till 1990-talet hade antalet sparbanker minskat till runt 130 stycken.

#### Finanskrisen
I samband med finanskrisen under 1990-talet fick Första Sparbanken, som var landets största sparbank med verksamhet i Stockholm och Göteborg, stora problem. Första Sparbanken skulle senare visa sig vara insolvent, men för att tackla problemen inleddes ett tätare samarbete mellan de tio största regionala sparbankerna. Sparbanksgruppen bildades som ett holdingbolag 1991 för dessa banker vilka kom att utgöra kärnan i den fullständiga sammanslagning som skulle realiseras 1992 genom uppgåendet i Sparbanken Sverige. I Sparbanken Sverige inlemmades även Sparbankernas bank och verksamheten inom Svenska sparbanksföreningen.
Samgåendet möjliggjordes genom att nya former för samarbete mellan sparbankerna hade utretts under 1980-talet och 1991 kom lagstiftning avseende sparbanksstiftelser. Vid bildandet av Sparbanksgruppen 1991 valde man därför att inte att bilda en ny riksomfattande sparbank, utan man valde att lägga ägandet av de hittillsvarande fristående och regionala sparbanksrörelserna i ett gemensamt holdingbolag. För att kunna åstadkomma detta ombildades de ingående sparbankerna från att ha varit bankrörelser som lytt under sparbankslagen, till att bli bankrörelser som istället skulle lyda under banklagen. Detta medförde att de inblandade sparbankerna upplöstes, och formellt ersattes av affärsbanker med samma verksamhet som de tidigare sparbankerna. Ägare för de nya bankerna var tio nybildade sparbanksstiftelser som övertog både tillgångar och verksamhetsmål från de upplösta sparbankerna. Sparbanken Sverige blev genom detta ett enda enskilt bankaktiebolag helägt av de tio sparbanksstiftelserna.
Genom att Sparbanken Sverige nu var ett aktiebolag kunde man introducera bolaget på börsen och genomföra en nyemission. På detta sätt kunde man täcka bankens kapitalbehov och tillföra nya pengar för de kapitalförluster som uppstått under finanskrisen. Efter att Sparbanken Sverige fusionerats med Föreningsbanken och bildat Föreningssparbanken 1997, uppgick Sparbanksstiftelsernas ägarandel av till cirka 20 procent. Föreningssparbanken har sedermera bytt namn till Swedbank.

#### Nya samarbetsformer
I samband med bildandet av Sparbanken Sverige 1992 övertog den nya banken även de verksamheter och samarbeten som dittills bedrivits inom sparbanksföreningen. Då Sparbanken Sverige inte enbart var en samarbetsorganisation utan själv också bedrev bankrörelse uppstod en intressekonflikt och ett mindre antal sparbanker valde att bryta samarbetet och vara helt självständiga. Genom samgåendet med Föreningsbanken 1997 uppstod nya problem, då den nya sammanslagna banken fick se sig stå som ägare till bankkontor på orter där de samverkande sparbankerna hade sina rörelser. Föreningssparbanken hade genom detta blivit en direkt konkurrent till sina egna samarbetspartner.
Ett sätt att försöka lösa detta var att erbjuda lokala sparbanker att köpa upp konkurrerande bankkontor, men för detta behövdes kapital. I de fall den lokala sparbanken inte hade tillräckligt eget kapital, eller där det rörde sig om ett flertal bankkontor i ett geografiskt område skedde ett antal nya ombildningar från sparbanker till bankaktiebolag ägda av sparbanksstiftelser. Genom en riktad emission kunde sedan Föreningssparbanken skjuta till kapital och bli delägare i det lokala bankaktiebolaget. På detta sätt tillfördes exempelvis det som idag är bankaktiebolaget Swedbank Sjuhärad kapital för att kunna köpa Föreningsbankens tidigare kontor i Sjuhäradsbygden, 1998. Huvudägare till Swedbank Sjuhärad är Sparbanksstiftelsen Sjuhärad, med Swedbank som minoritetsägare. Det finns cirka ett sjuttiotal lokala banker som samverkar med Swedbank, och av dessa är ett sextiotal sparbanker som lyder under sparbankslagen och elva är lokala bankaktiebolag som ägs helt eller delvis av lokala sparbanksstiftelser. Förutom tio sparbanksstiftelser som är ägare till Swedbank finns det alltså elva sparbanksstiftelser som är ägare till lokala affärsbanker och flera av dessa, exempelvis bankaktiebolaget Varbergs Sparbank har valt att behålla ordet sparbank i namnet trots att man valt bort denna verksamhetsform.
Vid sidan av Swedbank och deras samarbete med lokala banker finns det en grupp med tre stycken fristående sparbanker i södra Sverige. Sparbanken Finn, Sparbanken Gripen och Sparbanken Syd har samtliga sin verksamhet i olika delar av Skåne län och har valt att inte samarbeta med Swedbank. Sparbankerna Finn och Gripen valde tidigt att inte fortsätta samarbetet med Sparbanken Sverige, medan Sparbanken Syd lämnade samarbetet med Swedbank under 2008. Tillsammans har de tre sparbankerna ett samarbete om administration och så kallade back office-tjänster. Under september 2009 annonserade Finn och Gripen att de genomför en sammanslagning och den 1 november 2010 sammanslogs de till Sparbanken Öresund. 
Som samarbetsorganisation finns idag Sparbankernas Riksförbund, tidigare Fristående sparbankers riksförbund, vilket är öppet både för sparbanker och bankaktiebolag bildade av sparbanker.

#### Soliditet
År 2016 utförde Westnova Management AB en jämförelse av soliditeten hos Sveriges banker. Detta visade att landets fristående sparbanker hade en genomsnittlig soliditet på 15,9 procent, tre gånger högre än storbankernas 5,4 procent. I topp fanns Sparbanken Lidköping med 33,21 procent, Virserums sparbank med 30,89 procent och Högsby sparbank med 29,31 procent.